# Near Earth Asteroid Tracking
Near Earth Asteroid Tracking (NEAT) était un programme dirigé par la NASA et le Jet Propulsion Laboratory pour découvrir des objets géocroiseurs. Le système NEAT a commencé ses observations en décembre 1995 pour s'achever en avril 2007.

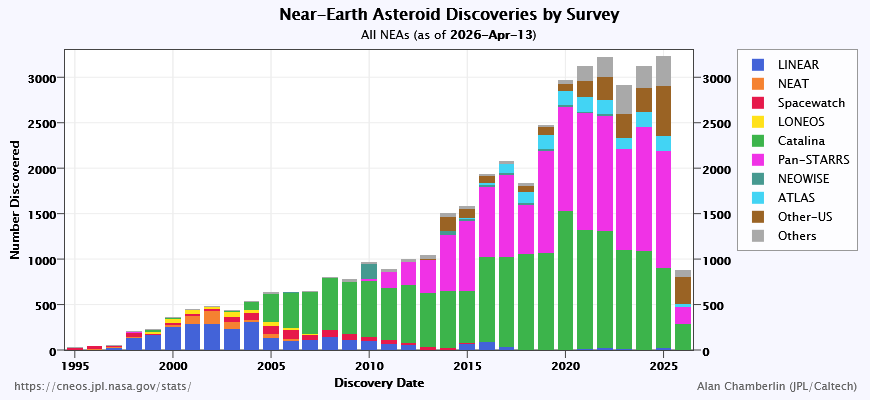
Découvertes d'objets géocroiseurs par différents projets au 6 janvier 2020 (NEAT est en orange).

Le chercheur principal était Eleanor Helin, avec les co-chercheurs Steven H. Pravdo et David Rabinowitz.
NEAT avait un accord de coopération avec l'US Air Force pour utiliser les télescopes GEODSS (Ground-based Electro-Optical Deep Space Surveillance) situés sur le volcan Haleakalā, dans l'île de Maui à Hawaï. Les télescopes à grand champ de l'US Air Force ont été conçus pour observer optiquement les engins spatiaux en orbite. L'équipe NEAT a conçu une caméra CCD et un système informatique pour le télescope GEODSS. Le format de la caméra CCD est de 4096 × 4096 pixels et le champ visuel est de 1,2° × 1,6°.
À partir d'avril 2001, le télescope de Schmidt Samuel-Oschin de 1,2 m d'ouverture de l'observatoire du Mont Palomar a aussi été utilisé pour découvrir et suivre les objets géocroiseurs. Ce télescope était équipé d'une caméra constituée de 112 capteurs CCD de 600 × 2400 pixels. C'est le télescope qui a produit les images ayant permis la découverte de (50000) Quaoar en 2002 et de (90377) Sedna en 2003 (publié en 2004) ainsi que de (136199) Éris.

## Découvertes
NEAT est au 4e rang des découvreurs d'astéroïdes, avec 44 951 astéroïdes numérotés (17 octobre 2022). En plus de découvrir des milliers d'astéroïdes, NEAT a aussi codécouvert (redécouvert) la comète périodique 54P/de Vico-Swift-NEAT et l'étoile de Teegarden ayant un mouvement propre élevé.
Un astéroïde a été nommé en son honneur, (64070) NEAT, début 2005.